# Wengernalpbahn
La ferrovia Wengernalp, il cui acronimo è WAB (Wengern Alp Bahn), è una linea ferroviaria a scartamento ridotto, a cremagliera e a trazione elettrica della Svizzera che unisce la stazione di Lauterbrunnen a Kleine Scheidegg, stazione ferroviaria capolinea della Ferrovia della Jungfrau, proseguendo fino a raggiungere Grindelwald.

## Storia
I primi progetti per linee ferroviarie al servizio dei turisti nella regione della Jungfrau risalgono agli anni Settanta del XIX secolo, ma non vennero realizzati a causa degli elevati costi di realizzazione. Nel 1890 l'Assemblea federale accordò la concessione per una ferrovia a scartamento ridotto tra Lauterbrunnen, Kleine Scheidegg e Grindelwald; i lavori di costruzione partirono simultaneamente da Lauterbrunnen e Grindelwald e nel 1892 la prima locomotiva poté arrivare a Kleine Scheidegg. Nel 1890 si costituì la società Wengernalpbahn-Gesellschaft (WAB) per la costruzione e l'esercizio della linea, con sede a Berna.
La piccola ferrovia, che ha spiccate caratteristiche di ferrovia di montagna, venne inaugurata il 20 giugno 1893; Il suo primo sistema di esercizio fu con locomotive a vapore a cremagliera: all'apertura il parco rotabili consisteva di otto locomotive, nove carrozze e tre carri merce. L'esercizio era nei mesi estivi (da giugno a fine settembre) e il primo orario prevedeva sette coppie di treni da Lauterbrunnen e cinque da Grindelwald.
Con l'apertura nel 1898 della prima tratta della ferrovia della Jungfrau (dalla stazione di Kleine Scheidegg a Eigergletscher), l'afflusso dei turisti incrementò notevolmente tanto da portare la WAB ad incrementare il parco rotabili: nel 1898 erano in servizio quattordici locomotive e quindici carrozze, e nel 1909 venti locomotive e trentadue carrozze.
Sin dall'inizio gli abitanti della zona (in particolare di Wengen) chiesero che la ferrovia fosse attiva tutto l'anno, stante anche lo sviluppo degli sport invernali: nel 1906 l'assemblea dei soci della WAB decise la costruzione di una variante tra Lauterbrunnen e Wengen che permettesse l'esercizio anche d'inverno; la variante, meno ripida della tratta esistente, venne inaugurata il 7 luglio 1910. La vecchia linea rimase in esercizio per il traffico merci, chiudendo nel 2007 e venendo demolita nel 2009.
Nel 1907 la WAB decise (sulla spinta del successo della linea della Jungfrau) di elettrificare la ferrovia: la tratta Lauterbrunnen-Kleine Scheidegg venne elettrificata il 3 luglio 1909 e la Grindelwald-Kleine Scheidegg il 24 giugno 1910 (la variante Lauterbrunnen-Wengen era a trazione elettrica sin dall'apertura). Nel 1912 la tratta Wengen-Wengernalp fu aperta al traffico anche d'inverno; l'esercizio invernale fu attivato nel 1913 tra Wengernalp e Kleine Scheidegg e nell'inverno 1933/1934 anche tra Grindelwald e Kleine Scheidegg.
Nell'estate 2004 è entrato in servizio il raddoppio della tratta tra il posto di movimento Rohr e Brandegg, grazie alla quale veniva eliminato un collo di bottiglia della linea. Con il cambio d'orario dell'11 dicembre 2011 è entrato in servizio il raddoppio della tratta Wengen-Allmend (912 metri), permettendo la circolazione di un treno ogni mezz'ora.
Sin da prima della Seconda guerra mondiale WAB e Jungfraubahn condividono la direzione e l'amministrazione; dal 1945 la direzione è condivisa anche con le ferrovie dell'Oberland bernese (BOB). La WAB è una controllata al 100% della Jungfraubahn Holding AG, società quotata alla borsa di Zurigo.

## Caratteristiche
La linea, a scartamento 800 mm, è lunga 19,114 km, interamente a cremagliera tipo Riggenbach: è la più lunga ferrovia al mondo interamente a cremagliera. La linea è elettrificata in corrente continua 1500 V; la pendenza massima è del 250 per mille. È a doppio binario tra Wengen e Allmend e tra Rohr e Brandegg.

## Percorso
| Continuation backward |

|  | Unknown route-map component "SHI1r" |

|  | Unknown route-map component "vKBHFe-KBHFa" | Aerial tramway |

| 12+30 |
| 0+00  |

| Unknown route-map component "SHI1+l" |

| Unknown route-map component "hKRZWae" |

| Unknown route-map component "PSL" |

| Unknown route-map component "eBS2+l" | Unknown route-map component "BS2+r" |

| Unknown route-map component "exSTR" | Unknown route-map component "hKRZWae" |

| Unknown route-map component "exSTR" | Unknown route-map component "hKRZWae" |

| Unknown route-map component "exSTR" | Enter and exit tunnel |

| Unknown route-map component "exSTR" | Unknown route-map component "hKRZWae" |

| Unknown route-map component "exSTR" | Unknown route-map component "PSL" |

| Unknown route-map component "exSTR" | Enter and exit short tunnel |

| Unknown route-map component "exSTR" | Unknown route-map component "hKRZWae" |

| Unknown route-map component "exSTR" | Enter and exit short tunnel |

| Unknown route-map component "exSTR" | Unknown route-map component "hKRZWae" |

| Unknown route-map component "exSTR" | Enter and exit short tunnel |

| Unknown route-map component "exSTR" | Enter and exit short tunnel |

| Unknown route-map component "exSTR" | Stop on track |

| Unknown route-map component "eBS2l" | Unknown route-map component "BS2r" |

|  | Station on track | Aerial tramway |

| Unknown route-map component "PSL" |

| Enter and exit short tunnel |

| Unknown route-map component "PSL" |

| Station on track |

| Unknown route-map component "hKRZWae" |

| Unknown route-map component "PSL" |

| Station on track |

| Unknown route-map component "hKRZWae" |

|  |  | Junction both to and from left | Unknown route-map component "tSTRa@gq" | Unknown route-map component "lENDE@Gq" |

| Unknown route-map component "CONTgq" | Unknown route-map component "vSTR+r-SHI1+r" |  |

|  | Unknown route-map component "vKBHFe-BHF" |

| 10+47 |
| 0+00  |

| Unknown route-map component "SHI1+l" |

| Unknown route-map component "PSL" |

| Enter and exit short tunnel |

| Enter and exit short tunnel |

| Enter and exit short tunnel |

| Station on track |

| Station on track |

| Unknown route-map component "PSL" |

| Unknown route-map component "hKRZWae" |

|  | Unknown route-map component "bAKBHFl+l" | Aerial tramway |

|  | Unknown route-map component "vSHI1+l-STR+l" | Unknown route-map component "CONTfq" |

|  | Unknown route-map component "vKBHFe" |

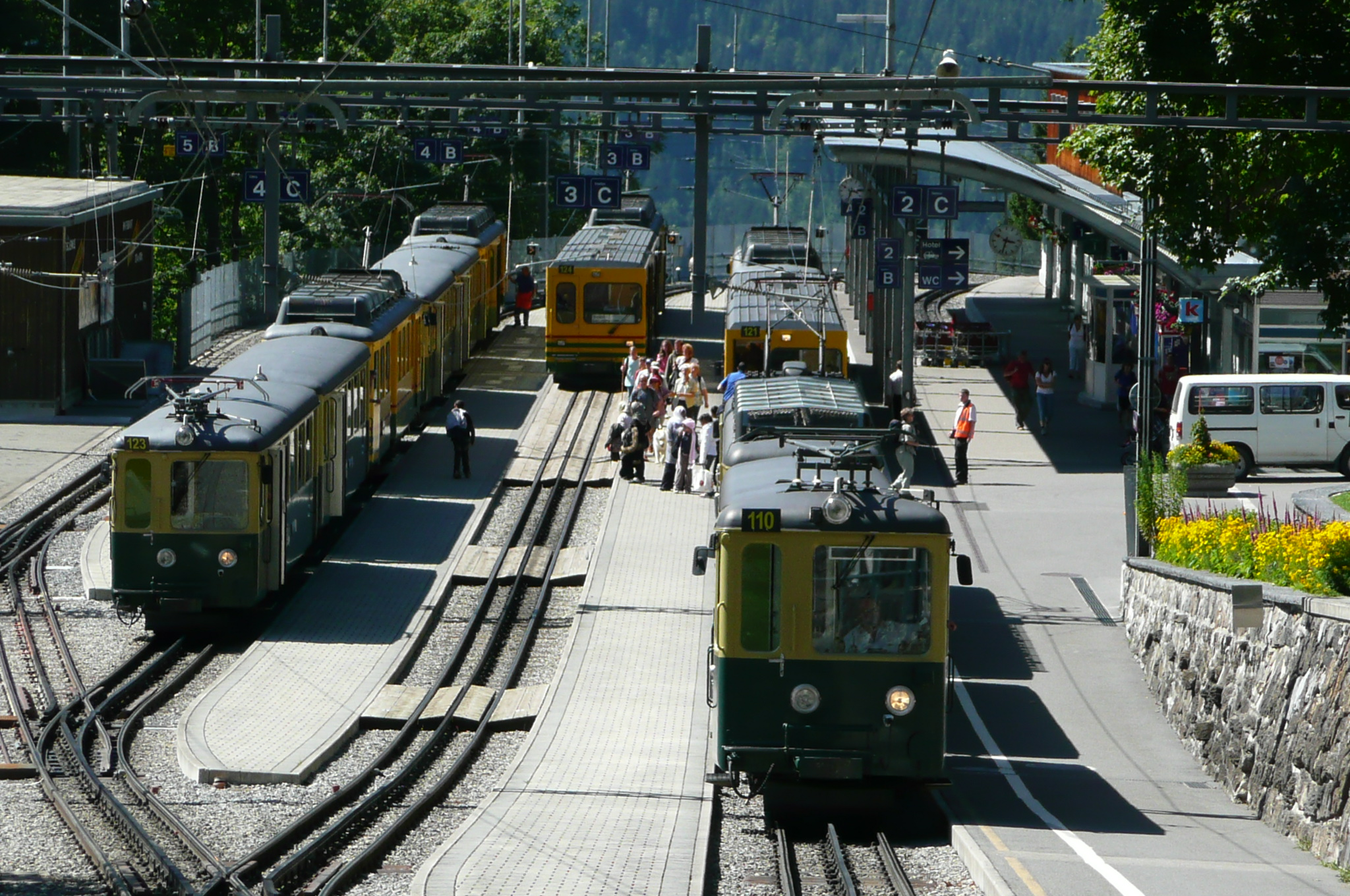
La stazione di Wengen

Da Kleine Scheidegg la WAB collega la Ferrovia della Jungfrau sia con Grindelwald che con Lauterbrunnen, dalle quali i treni della Ferrovia Berner Oberland (BOB) la collegano alla rete delle Ferrovie Federali Svizzere a Interlaken Ost.
La maggior parte del percorso si svolge in forte ascesa da ambedue le stazioni terminali verso Kleine Scheidegg. Il binario, a scartamento ridotto da 800 mm, utilizza la cremagliera del tipo Riggenbach data la pendenza che raggiunge il 250 per mille dal lato di Grindenwald e il 190 per mille dal lato di Lauterbrunnen.

## Materiale rotabile

### Materiale motore - prospetto di sintesi
| Tipo                   | Matricola         | Anno di costruzione | Costruttore      | Note |
| ---------------------- | ----------------- | ------------------- | ---------------- | --- |
| Locomotive a vapore    | H 2/3 1÷8         | 1891-93             | SLM              | 1 ceduta alla BRB nel 1912; le altre radiate tra 1909 e 1911 |
| Locomotive a vapore    | H 2/3 9÷12        | 1895-96             | SLM              | radiate tra 1909 e 1916 |
| Locomotive a vapore    | H 2/3 13÷14       | 1898                | SLM              | radiate tra 1909 e 1910 |
| Locomotive a vapore    | H 2/3 31÷32       | 1904-06             | SLM              | radiate tra 1916 e 1918 |
| Locomotive elettriche  | He 2/2 51÷58      | 1908-10             | SLM-Alioth       | 55÷58 cedute alla SPB nel 1963, 52 e 53 rotabili storici |
| Locomotive elettriche  | He 2/2 59÷63      | 1911-12             | SLM-Alioth       | cedute alla SPB tra 1963 e 1996 (61 di nuovo alla WAB tra 1981 e 1991) |
| Locomotiva elettrica   | He 2/2 64         | 1926                | SLM-BBC          | |
| Locomotiva elettrica   | He 2/2 65         | 1929                | SLM-MFO          | |
| Locomotive elettriche  | He 2/2 31÷32      | 1995                | Stadler-SLM-ABB  | |
| Locomotive elettriche  | He(m) 4/4 41÷43   | 2023                | Stadler          | con possibilità di installazione di un motore Diesel |
| Automotrici elettriche | BCFeh 4/4 101÷118 | 1947-64             | SLM-BBC          | riclassificate ABFeh 4/4 dal 1956, ABDeh 4/4 dal 1962, ABDhe 4/4 dal 1966, BDhe 4/4 dal 1982; 101÷103, 105÷109 e 116 radiate, 104 ricostruita nel 2005 con equipaggiamento elettrico trifase Kiepe |
| Automotrici elettriche | ABDhe 4/4 119÷124 | 1970                | SIG-SLM-SAAS-BBC | riclassificate BDhe 4/4 dal 1982; 119 e 124 radiate nel 2005, le altre ricostruite nel 2010-11 con equipaggiamento elettrico trifase Kiepe                                                         |
| Automotrici elettriche | BDhe 4/8 131÷134  | 1988                | SLM-ABB          | |
| Automotrici elettriche | Bhe 4/8 141÷150   | 2004-15             | Stadler          | |